# Sotaro Yasunaga
Sotaro Yasunaga (Yamaguchi, 20 april 1976) is een voormalig Japans voetballer.

## Carrière
Sotaro Yasunaga speelde tussen 1995 en 2005 voor Yokohama F. Marinos, Lleida, Shimizu S-Pulse, Racing Ferrol en Kashiwa Reysol.